# Andamanen-Zwergohreule
Die Andamanen-Zwergohreule (Otus balli), auch als Andamaneule bezeichnet, ist eine Eulenart aus der Gattung der Zwergohreulen. Sie kommt auf den Andamanen im Golf von Bengalen vor.

## Erscheinungsbild

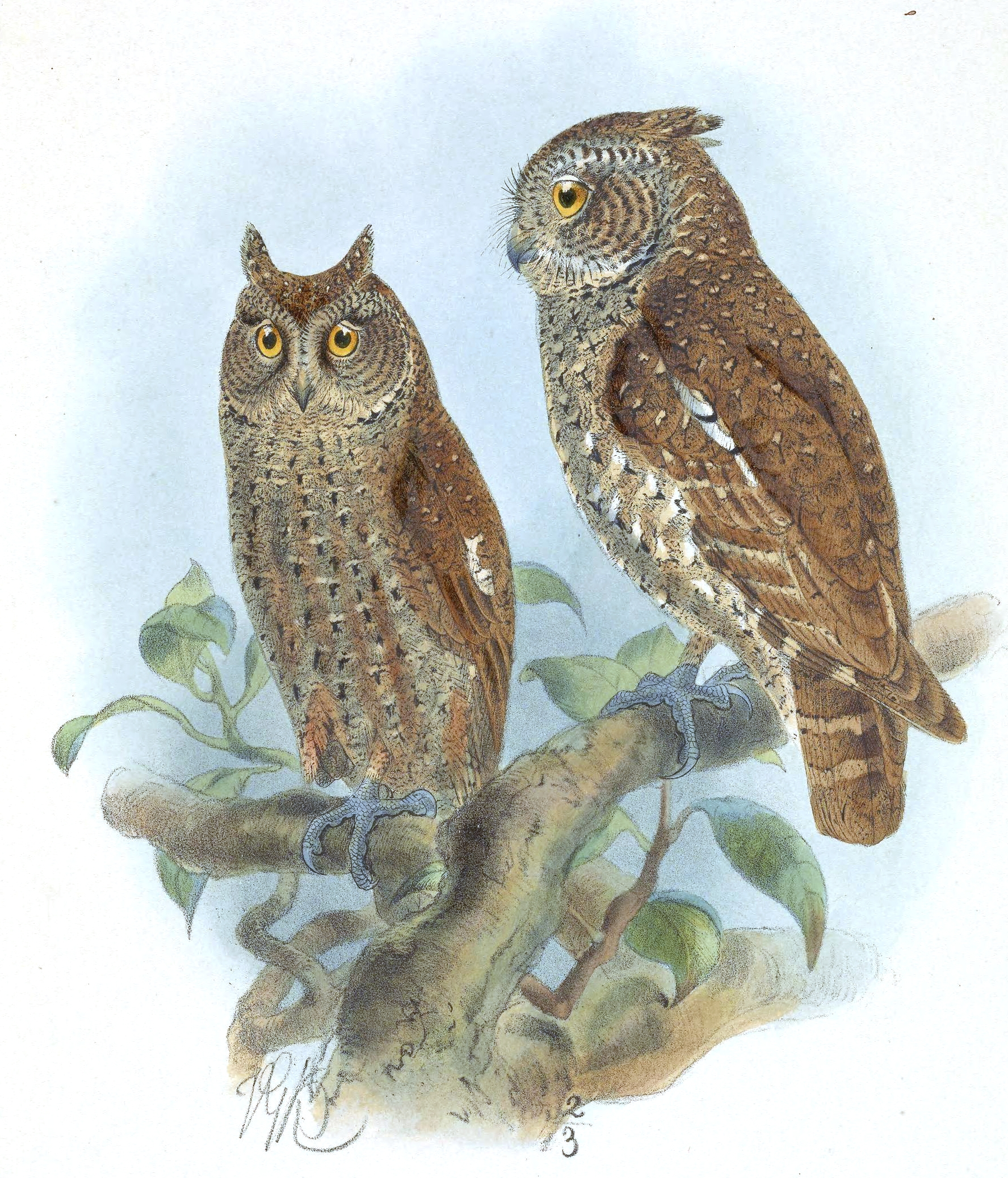
Andamanen-Zwergohreulen, Illustration

Die Andamanen-Zwergohreule erreicht eine Größe von 18 bis 19 Zentimetern. Es gibt eine rötlichbraune und eine graubraune Farbmorphe. Die Augenbrauen sind hell und die Federohren sind kaum hervorstehend. Die Oberseite ist spärlich mit schwarzen und weißen Flecken besetzt. Die braunen und lohfarbenen Hand- und Armschwingen sind weiß gebändert. Der Schwanz ist braun und lohfarben gebändert. Die Unterseite ist grauer und heller als die Oberseite. Die Brust ist durch feine Wellenlinien und dünne schwarze Flecken charakterisiert. Die Iris ist gelb, haselnussbraun oder braun, der Schnabel gelb oder grünlich-hornfarben. Die Läufe sind zu einem Drittel oder zur Hälfte unbefiedert. Die Füße sind fleischfarben-grau bis grünlich-gelb. Bei den juvenilen Vögeln weisen der Oberkopf, die Brust und die Flügeldecken eine feine, dichte Bänderung auf.

## Lautäußerungen
Der territoriale Ruf besteht aus gedämpften nasalen Tönen, die einzeln oder in kurzen unregelmäßigen Intervallen wiedergegeben werden.

## Lebensraum
Die Andamanen-Zwergohreule bewohnt halboffene Bereiche, Siedlungen, kultivierte Bereiche sowie Gärten. Gelegentlich kann man sie in Bungalows entdecken.

## Lebensweise
Die Andamanen-Zwergohreule ist ein standorttreuer, nachtaktiver Vogel. Die Nahrung besteht hauptsächlich aus Raupen sowie aus Käfern und anderen Insekten. Sie schleicht sich papageienähnlich an die Raupen heran und pickt sie vom Laub. Die Brutzeit ist von Februar bis April. Das Nest wird in natürlichen Baumhöhlen oder verlassenen Höhlen von Spechten und Bartvögeln gewöhnlich in zwei bis vier Meter Höhe über dem Boden errichtet. Das Gelege besteht aus zwei bis drei Eiern.